# Eliza Acton
Vous lisez un « bon article » labellisé en 2020.
Eliza Acton, née le 17 avril 1799 à Battle (Royaume de Grande-Bretagne) et morte le 13 février 1859 à Hampstead, est une essayiste et poétesse anglaise qui a écrit, en 1845, l'un des premiers livres de cuisine de Grande-Bretagne, destiné au grand public, Modern Cookery for Private Families. Elle y introduit la pratique, désormais universelle, de répertorier les ingrédients et de suggérer des temps de cuisson pour chaque recette. Elle rédige les premières recettes en anglais pour les choux de Bruxelles et les spaghettis, ainsi que la première recette rédigée du pudding de Noël : alors que des recettes existent déjà pour le plum pudding, elle est la première à lui donner ce nom précis.
Modern Cookery for Private Families est destiné aux familles de la classe moyenne. L'ouvrage est réimprimé dans l'année et plusieurs éditions suivent, jusqu'en 1918. Bien qu'il ne soit plus réimprimé avant 1994, le livre d'Acton est reconnu par les chefs anglais dans la seconde partie du XXe siècle. L'autrice a influencé bon nombre d'entre eux, dont Elizabeth David, Jane Grigson, Delia Smith et Rick Stein et ses recettes ont été parfois plagiées. Eliza Acton est également l'autrice d'un recueil de poésie en 1826, et d'un ouvrage sur le pain, The English Bread Book.

## Biographie

### Enfance et éducation

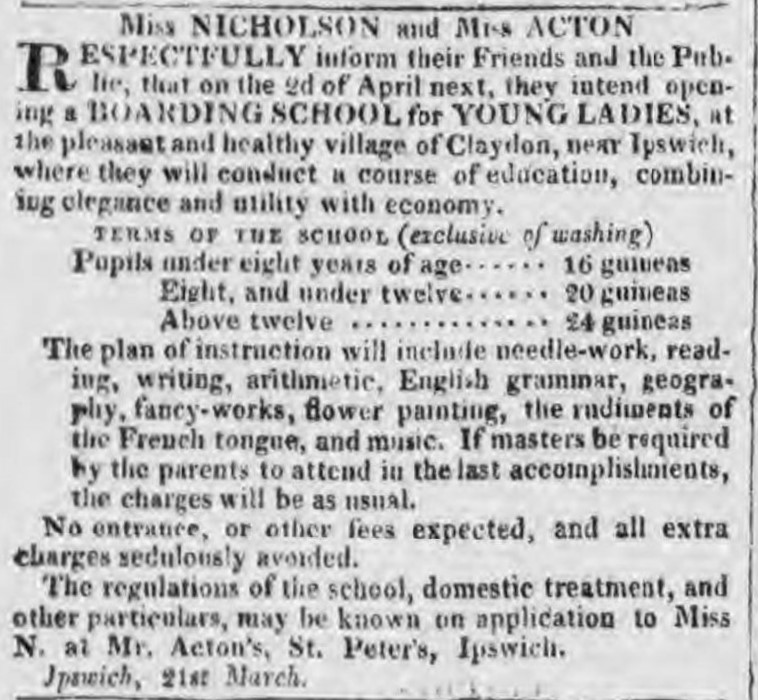
Publicité d'Acton dans l'Ipswich Journal pour son pensionnat.

Eliza Acton naît le 17 avril 1799 à Battle, Sussex, et est baptisée dans son église paroissiale le 5 juin. Elle est l'aînée de six sœurs et de trois frères nés de John Acton, brasseur, et de son épouse Elizabeth, née Mercer,. Un de ces enfants meurt à seulement quelques semaines, probablement de colique. En 1800, la famille habite à Ipswich, Suffolk, où ils vivent dans une maison près de la St. Peter's Brewery, où John dirige Trotman, Halliday & Studd, la société propriétaire de la brasserie. En 1811, Trotman meurt et John devient associé junior dans l'entreprise : l'entreprise est renommée Studd, Halliday & Acton. Sheila Hardy, dans sa biographie d'Eliza, considère que John a probablement beaucoup emprunté d'argent pour y parvenir.
En 1817, Acton et une Miss Nicolson dont on ne connaît rien d'autre que son nom ouvrent un pensionnat pour jeunes filles à Claydon, juste à l'extérieur d'Ipswich,. En 1819, Acton quitte l'école et en ouvre une autre en septembre avec ses sœurs, cette fois à Great Bealings ; l'école ferme avant 1825.
Tôt dans sa vie, Acton passe quelque temps en France, soit à Paris, soit dans le Sud du pays, mais on ne sait pas quand elle a quitté l'Angleterre. Hardy suppose qu'elle a voyagé en 1823. L'historienne culinaire Elizabeth Ray, indique dans la notice de l'Oxford Dictionary of National Biography, qu'Acton a voyagé à l'étranger pour sa santé. Il est possible qu'elle soit enceinte lors de son départ pour Paris et qu'elle soit partie à l'étranger pour donner naissance à une fille illégitime,. Il est commun à l'époque que les grossesses non désirées dans la classe moyenne se soldent par un départ à l'étranger ou chez des proches et une adoption de l'enfant par une femme mariée de la famille. Les autrices culinaires Mary Aylett et Olive Ordish supposent que l'enfant d'Acton a été élevé par Sarah, sa sœur ; il n'y a cependant aucune preuve de cette grossesse. Hardy rejette la théorie, déclarant qu'Acton n'avait pas de sœur appelée Sarah, encore moins une qui était mariée (aucune des sœurs d'Acton n'était mariée) ; elle observe également qu'elle n'a trouvé aucun acte de baptême ou de recensement qui pourrait rendre compte d'un enfant du bon âge. En France, Acton a peut-être eu une liaison amoureuse malheureuse avec un officier de l'armée française ; il est possible qu'il y ait eu fiançailles, mais si c'est le cas, elles ont été rompues. Elle rentre ensuite en Angleterre, probablement en 1826,.

### Poésie

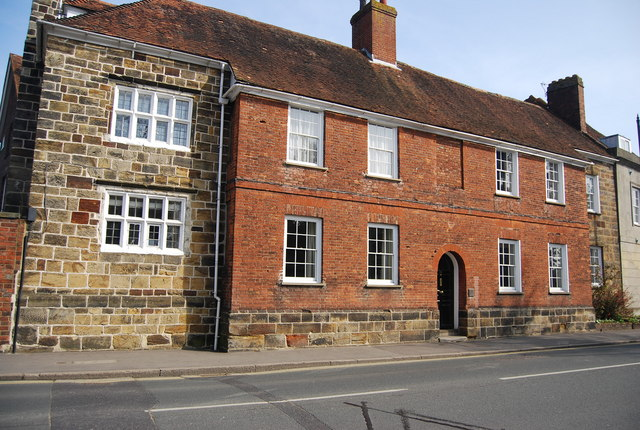
Bordyke House (maintenant Red House), près de Tonbridge.

Acton écrit de la poésie depuis au moins 1822, d'après la date écrite sur un de ses poèmes. Seuls cinq de ses poèmes portent des dates, le premier en 1822, le dernier en mai 1826 ; les autres ne sont pas datés. Elle écrit au moins un poème en France, On Approaching Paris, dont elle indique qu'il est écrit en 1826. L'éditeur Longman publie un recueil de ses poèmes à son retour en Angleterre. Comme le veut la tradition à l'époque, Acton doit ajouter les noms des personnes ayant passé une pré-commande à l'intérieur du livre ; presque tous viennent du Suffolk. 328 exemplaires sont imprimés en octobre 1826 et une réimpression a lieu un mois plus tard.
Elle compose, plus tard, quelques poèmes plus longs, dont The Chronicles of Castel Framlingham, imprimé dans le Sudbury Chronicle en 1838, et The Voice of the North, qui a été écrit en 1842, à l'occasion de la première visite en Écosse de la reine Victoria. Elle publie d'autres poèmes dans un périodique local, le Sudbury Pocket Book.
En 1827, John Acton se déclare en faillite et la société dans laquelle il est associé est dissoute ; un de ses partenaires commerciaux est impliqué dans une plainte contre lui. Le commissaire à la faillite ordonne à John de se rendre au bureau des commissaires pour déclarer son patrimoine, mais il s'enfuit en France. La pratique n'est pas inhabituelle : Lady Hamilton est connue pour avoir fait de même en 1814.
En l'absence de John Acton, sa famille emménage à Bordyke House, près de Tonbridge, dans le Kent, où Elizabeth Acton, la mère d'Eliza, transforme le grand bâtiment en pension pour des hôtes des classes aisées, en particulier pour ceux qui souhaitent visiter Royal Tunbridge Wells et profiter des spas de la ville. Il est probable qu'Elizabeth a quitté Bordyke House vers 1841, tandis que sa fille y demeure.

### Livres de cuisine
À un moment donné (1835 pour Hardy, 1837 pour Aylett et Ordish), Acton envoie un autre ensemble de poèmes à Longman pour publication. L'histoire voudrait que l'éditeur refuse ces poèmes et lui suggère d'écrire un livre de cuisine à la place ; Hardy remet cette théorie en question,. Acton affirme avoir mis dix ans à développer son livre de cuisine, qui est publié en janvier 1845 sous le titre Modern Cookery for Private Families ; le nom entier du livre est Modern Cookery in all its Branches: Reduced to a System of Easy Practice, for the Use of Private Families. In a Series of Practical Receipts, Which Have Been Strictly Tested, and are Given with the Most Minute Exactness. L'ouvrage est destiné aux classes moyennes anglaises ; dans la préface, Acton écrit : « Les détails de l'économie domestique, en particulier, ne sont plus raillés comme indignes de l'attention des gens instruits et accomplis ; et les femmes d'Angleterre véritablement raffinées, intelligentes et pleines d'esprit ont cessé, en ces jours de bon sens relatif, de considérer leur connaissance de ces détails comme incompatibles avec leur dignité ou nuisibles à leur attrait. » Modern Cookery se compose principalement de recettes anglaises, bien qu'Acton en ait qualifié plusieurs d'entre elles de françaises. Un chapitre couvre les currys (et les viandes en pot) et donne des recettes pour les chatneys orientaux (en réalité nommés chutney), les traitant comme un plat anglo-indien naturalisé plutôt que d'origine indienne uniquement, selon l'historienne spécialiste de l'Angleterre victorienne Susan Zlotnick.
Le livre contient la première recette de choux de Bruxelles et la première utilisation dans un livre de cuisine anglais du mot spaghetti - qu'elle a épelé sparghetti,. Il contient également la première recette de ce qu'Acton appelle pudding de Noël : le plat est normalement appelé pudding aux prunes, mais Acton est la première personne à assembler le nom et la recette,.
Dans chaque recette, Acton inclut la description du processus de cuisson, suivie d'une liste d'ingrédients et du temps total requis pour la préparation du plat. Avec son inclusion des temps et des ingrédients, Modern Cookery diffère des autres livres de cuisine de façon innovante. Acton écrit avoir préparé et testé chacune des recettes elle-même. L'historienne culinaire Sarah Freeman décrit les instructions comme étant écrites « si consciencieusement et avec une telle sensibilité gastronomique, que... [Modern Cookery] était autant une œuvre d'art sur la nourriture qu'un guide fonctionnel ».
Modern Cookery reçoit des critiques positives et le Morning Post le considère comme « incontestablement le recueil le plus précieux de cet art qui ait été publié à ce jour ». La revue The Spectator indique que l'ordre du livre est « très naturel », tandis que « les méthodes sont clairement décrites et semblent fondées sur des principes chimiques » ; la Kentish Gazette salue également la clarté des instructions et l'inclusion des ingrédients et des délais. The Atlas décrit la disposition des recettes comme « excellente » et, dans une critique positive dans The Exeter et Plymouth Gazette, des éloges sont écrits à « l'intelligibilité des instructions », qui contraste avec d'autres livres de cuisine.
Une deuxième édition de Modern Cookery est publiée en mai 1845, contenant des corrections et des mises à jour. Longman a également publié cette version aux États-Unis, par l'intermédiaire de la société de Lea & Blanchard basée à Philadelphie. Le livre se vend bien et en juin 1845, Longman envoie 67 £ 11 s 2d de bénéfices à Acton. Elle gagne 162 £ en 1846 et 189 £ en 1847 ; en 1849, elle ne perçoit plus que le quart des bénéfices au lieu de la moitié et reçoit 83 £.
Quelque temps après la publication de Modern Cookery, Acton déménage de Tonbridge à Hampstead, au nord-ouest de Londres. Elle devient la correspondante culinaire de deux magazines hebdomadaires, The Ladies 'Companion et Household Words, et commence à faire des recherches pour un livre sur la nourriture pour les malades, Invalid Cookery. Elle interrompt ses recherches pour préparer une nouvelle édition de Modern Cookery. Celle-ci est publiée en 1855 et renommée Modern Cookery for Private Families (ou, sous son nom entier : Modern Cookery for Private Families, Reduced to a System of Easy Practice in a Series of Carefully Tested Receipts in Which the Principles of Baron Liebig and Other Eminent Writers Have Been as Much as Possible Applied and Explained), nom sous lequel l'ouvrage est le plus connu. Cette version contient un chapitre supplémentaire intitulé « Cuisine étrangère et juive » ; les recettes juives sont issues de la cuisine juive ashkénaze,.
Le livre est de plus en plus copié par d'autres auteurs culinaires. Dans la préface de l'édition de 1855, Acton mentionne « la manière sans scrupules dont des auteurs contemporains se sont approprié de grandes parties de mon volume, sans la moindre reconnaissance de la source dont ils sont dérivés ». Elle est de plus en plus affaiblie au cours des années 1850 et écrit dans sa préface que le lourd travail de rédaction a eu un effet terrible sur sa santé.
Acton est déçue de ne pas avoir pu ajouter dans l'édition de 1855 autant d'informations sur la confection du pain qu'elle l'aurait voulu, et décide d'y consacrer un nouveau livre, The English Bread Book, de son nom entier The English Bread-Book for Domestic Use, Adapted to Families of Every Grade: Containing the Plainest and Most Minute Instructions to the Learner; Practical Receipts for Many Varieties of Bread; With Notices of the Present System of Adulteration, and its Consequences; and of the Improved Baking Processes and Institutions Established Abroad'. Publié en mai 1857, ce n'est pas un livre de recettes comme Modern Cookery, mais une étude scientifique. Il s'agit d'une histoire de la panification en Angleterre, des améliorations apportées au processus de panification en Europe, d'un examen des ingrédients utilisés et de recettes de différents types. Acton inclut également des informations sur les dénaturations du pain par les minotiers et les boulangers de l'époque, dont l'ajout d'alun et d'autres substances nocives. Le livre a moins de succès que Modern Cookery et n'est réimprimé qu'en 1990.
Acton, malade pendant une grande partie de sa vie, meurt chez elle le 13 février 1859, à l'âge de 59 ans. Elle est inhumée quatre jours plus tard à l'église St John-at-Hampstead, à Londres.

## Réception de l'œuvre
Selon certains historiens, quand Acton envoie un ensemble de ses poèmes à Longman pour publication, l'éditeur lui demande d'écrire un livre de cuisine à la place, estimant que le créneau est plus vendeur pour les femmes écrivaines,.

### Poésie

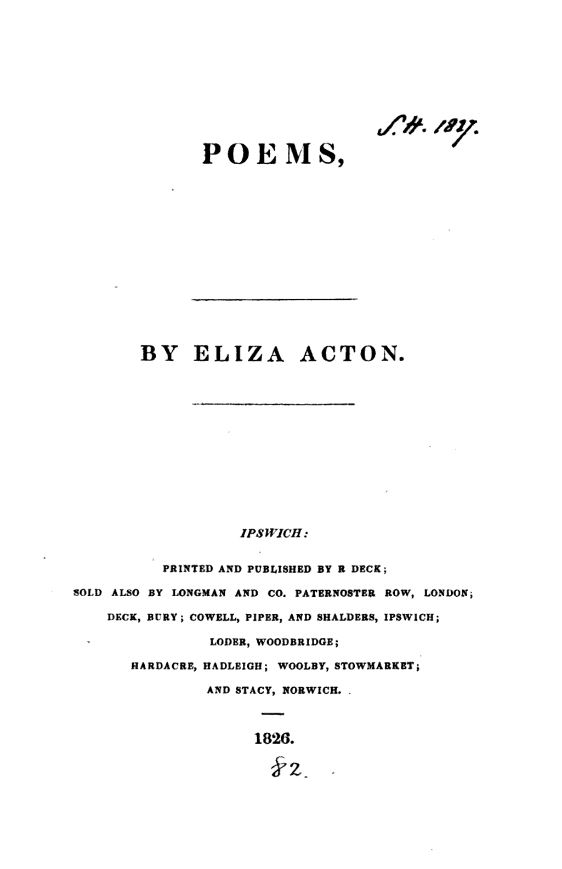
Page de titre de Poèmes, recueil de 1826.

Lee Christine O'Brien, dans son examen de la poésie féminine du XIXe siècle, considère qu'Acton « a participé à un domaine poétique dont la richesse a éclipsé sa propre production ». O'Brien voit de l'humour et de l'humanité dans une partie de la poésie d'Acton. Aylett et Ordish classent la poésie d'Acton comme romantique ; elles considèrent que l'œuvre est « accomplie plutôt qu'inspirée », bien qu'elle soit aussi « dérivée et souvent banale » et cliché. Hardy identifie des thèmes répétés à travers les poèmes d'Acton : la louange de la nature et le plaisir du crépuscule; la plupart d'entre eux sont sur le thème de l'amour non partagé et plusieurs peuvent se rapporter à ses sentiments envers son éventuel ancien fiancé. Hardy voit également dans les poèmes une « intensité presque masculine et une grande profondeur de sentiment ». O'Brien souligne l'humour dans une partie de la poésie d'Acton, et cite « Come To My Grave », un travail sur « un revenant potentiel légèrement acerbe et spirituel, rêvant de vengeance », comme une parodie d'un poème d'amour du courant gothique romantique.

### Cuisine

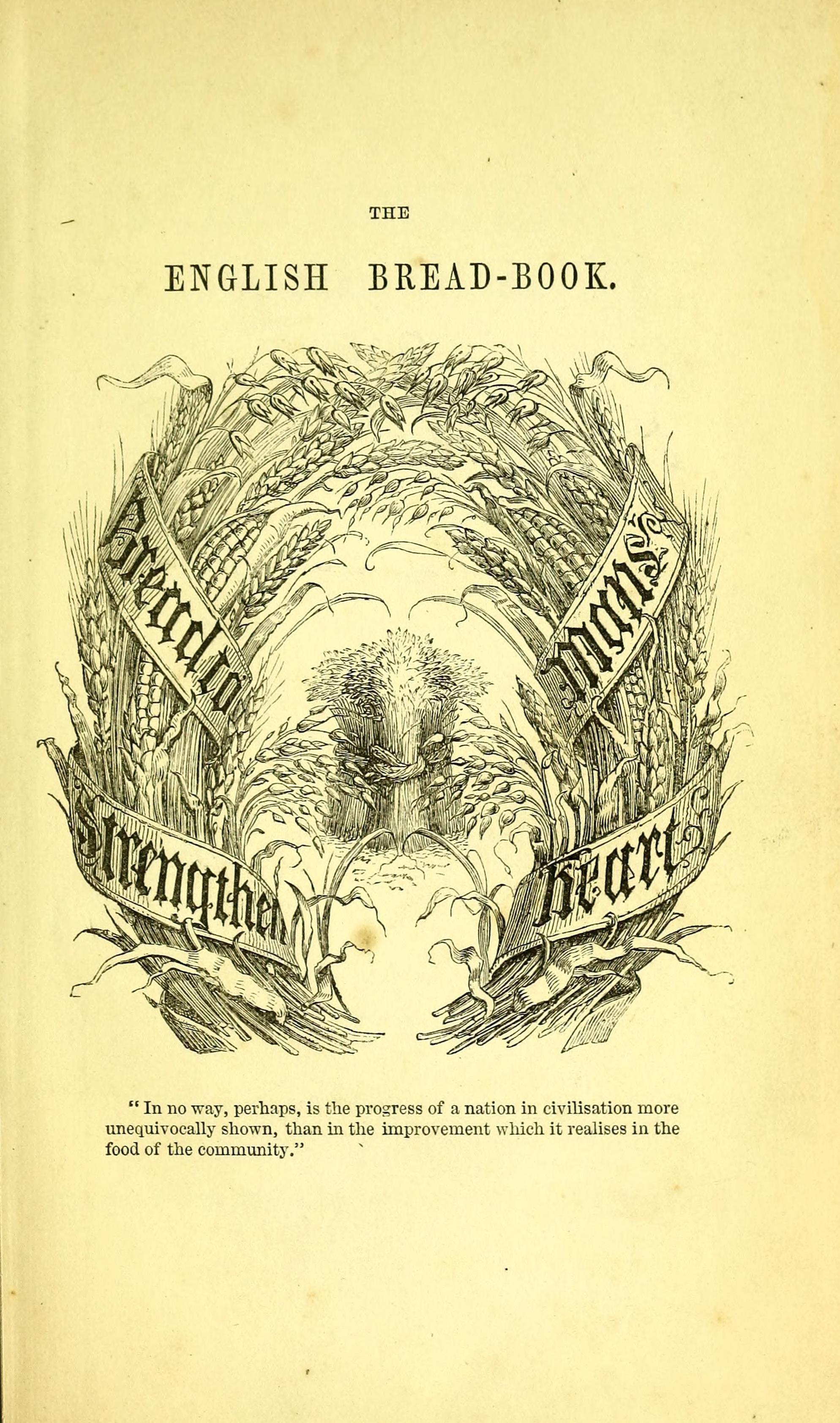
Frontispice de The English Bread Book, 1857

O'Brien affirme que, grâce à la haute qualité de la prose d'Acton, Modern Cookery est un document culturel unique. Comme l'écrivaine culinaire Elizabeth David l'écrit, 

« Le livre [d'Acton] était l'expression finale... du goût de l'Angleterre préindustrielle pour la cuisine et de son attitude envers la cuisine. Les plats qu'elle décrit et les ingrédients qui les composent auraient été familiers à Jane Austen et Lord Byron, à Frances Burnley et Tobias Smollett. »

De nombreux plats décrits par Acton appartiennent, selon David, au XVIIIe siècle et, avec l'industrialisation et l'urbanisation croissantes du XIXe siècle, les aliments de base décrits sont déjà en cours de disparition. David cite l'exemple de Bird's Custard Powder, lancée en 1840, comme exemple des changements radicaux introduits dans la cuisine. Acton a pris en compte certains de ces changements dans la réécriture du livre de 1855, y compris les innovations de Justus von Liebig, l'inventeur du bouillon cube de bœuf Oxo et de William Gregory, l'élève et traducteur de Liebig.
Dans sa préface à Modern Cookery, Acton écrit que sa « première et meilleure attention a été accordée à... ce que l'on appelle généralement des plats anglais simples » pour ses recettes et Christopher Driver, journaliste et critique gastronomique, considère le livre « aussi anglais que ... [ses] prédécesseurs du dix-huitième siècle ». Elizabeth Ray observe que même si Acton « est essentiellement une cuisinière très anglaise », de nombreuses recettes sont étiquetées comme des plats français, et la nourriture étrangère a son propre chapitre. Ce sont des recettes de l'Inde, de la Syrie, de la Turquie, de l'Italie, de l'Allemagne, du Portugal, de Maurice, de la Suisse et des Antilles,. Acton est disposée à apprendre des cultures alimentaires étrangères et écrit « sans adopter les modes aveuglément étrangers dans tous les domaines simplement parce qu'ils sont étrangers, nous serions sages d'apprendre des autres nations ». De même, The English Bread Book est axé sur le pain britannique et, dans sa préface, Acton écrit « Le pain est une première nécessité de la vie à la grande masse du peuple anglais; étant en partie la nourriture de tous - la nourriture principale de beaucoup - et presque la seule nourriture de beaucoup d'autres ». Elle consacre un chapitre entier à l'approche du pain et de la fabrication du pain en France, en Allemagne et en Belgique, et le livre contient des recettes de pumpernickel allemand, de baguettes françaises, de pain de polenta italien, de petits pains turcs et de pains indiens.
L'historien de l'alimentation Bob Ashley estime que le thème le plus important de Modern Cookery est la modération alimentaire, bien qu'elle soit tempérée par les conseils d'Acton de rejeter les ingrédients douteux,. Dans sa préface, Acton écrit : « Il peut être avéré en toute sécurité qu'une bonne cuisine est la meilleure et la plus vraie des économies, en exploitant pleinement chaque article sain et en convertissant en plats agréables ce que l'ignorant rend inutilisable ou jette avec dédain ». Elle fournit une recette de « Pudding d'économiste élégant », qui utilise des restes de pudding de Noël. En donnant une recette de « Soupe de lièvre superlative », elle en fournit également une pour « Une soupe de lièvre moins chère ». L'historien John Burnet observe que bien que les plats soient censés être destinés aux familles de la classe moyenne à revenu modeste, le livre contient également des recettes qui incluent des truffes au champagne, des soles à la crème et une tarte de chevreuil et lièvre.
L'écrivain culinaire Alan Davidson considère Modern Cookery comme « l'un des livres de cuisine les plus élégamment écrits (et les plus pratiques) jamais publiés ». Nicola Humble, dans son livre sur l'histoire des livres de cuisine britanniques, écrit qu'Acton fournit « la perspective amusante et confiante en elle de l'experte » dans un texte « vivant d'adjectifs et d'opinions (...) la prose enthousiasme et inspire ». En 1968, Elizabeth David écrit que les recettes d'Acton sont à la fois éclairantes et décisives. Examinant un paragraphe de 100 mots dans Modern Cookery pour obtenir des instructions sur le battement des blancs d'œufs pour une génoise, David le considère supérieur à un travail de huit pages sur le même sujet dans l'ouvrage de 1927 Le Livre de cuisine de Madame E. Saint-Ange.
Il y a de l'humour dans le travail d'Acton, en particulier quand on rapporte une recette qui tourne mal,,. Sa recette du Pudding de l'éditeur, qui contient du cognac, des macarons, de la crème et des amandes, « ne peut guère être rendue trop riche », tandis que le Pudding de l'auteur ruiné est fait avec du lait, du pain, des œufs et le sucre, et est plus simple. De même, dans sa recette de Marmelade supérieure de pin et de pomme, elle écrit que si le mélange est placé sur une source de chaleur directe, il « convertira souvent ce qui serait autrement une excellente conserve en une sorte étrange de composé, pour lequel il est difficile de trouver un nom ».

## Œuvre
- Eliza Acton, Poems, Londres, Longman & Co, 1826 (OCLC 13284872, lire en ligne)
- Eliza Acton, Modern Cookery in all its Branches, Londres, Longman, Brown, Green and Longmans, 1845, 2e éd. (OCLC 40747609, lire en ligne)
- Eliza Acton, Modern Cookery for Private Families, Londres, Longman, Brown, Green and Longmans, 1855 (OCLC 758341567)
- Eliza Acton, The English Bread-Book for Domestic Use, Londres, Longman, Brown, Green Longmans and Roberts, 1857 (OCLC 14352867, lire en ligne)

## Postérité
Modern Cookery est régulièrement ré-imprimé, jusqu'en 1918, lorsque sa popularité diminue face à la concurrence d'autres livres. Les travaux d'Acton sont restés épuisés jusqu'en 1968, quand une sélection de ses recettes a été rassemblée dans Le Meilleur d'Eliza Acton, édité par Elizabeth Ray et comprenant une introduction par Elizabeth David. Modern Cookery n'a été réimprimée en totalité qu'en 1994 bien que The English Bread Book ait été réimprimé dès 1990.

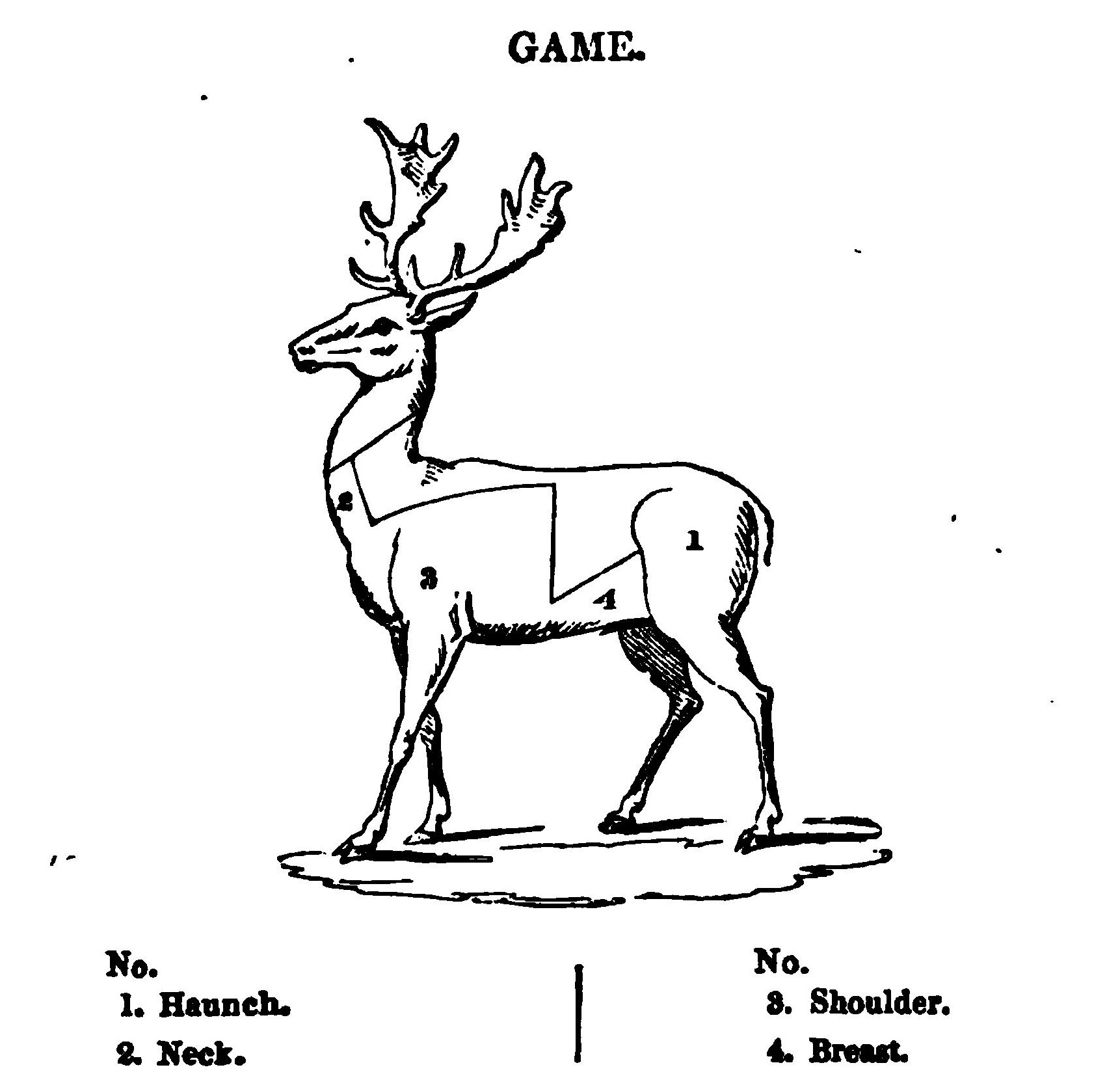
Coupes de gibier, de Modern Cookery.

En 1857, lorsque Isabella Beeton commence à écrire la rubrique cuisine du magazine The Englishwoman's Domestic Magazine, de nombreuses recettes sont copiées de Modern Cookery. En 1861, Beeton publie Mrs Beeton's Book of Household Management, qui contient également plusieurs des recettes d'Acton Les Beeton copient également The Experienced English Housekeeper d'Elizabeth Raffald, Le Pâtissier royal parisien de Marie-Antoine Carême, The French Cook de Louis Eustache Ude, The Modern Housewife or, Ménagère et The Pantropheon d'Alexis Soyer, l'ouvrage Hannah Glasse The Art of Cookery Made Plain and Easy et les travaux de Charles Elmé Francatelli et de Maria Rundell,,. Le livre de Rundell est également plagié en Amérique du Nord, entre autres dans le travail de Mary Randolph en 1824, The Virginia House-Wife et dans A Quaker Woman's Cookbook d'Elizabeth Ellicott Lea[réf. incomplète]. La biographe d'Isabella Beeton, Kathryn Hughes donne comme exemples un tiers des plats de soupe de Beeton et un quart de ses recettes de poisson, qui sont toutes prises à Acton. Dans ses travaux, Isabella Beeton a en partie suivi la nouvelle présentation des recettes d'Acton, bien qu'avec une modification majeure : tandis que Modern Cookery fournit la méthode de cuisson, suivie d'une liste des ingrédients requis ; les recettes de Beeton répertorient les temps et les ingrédients avant les instructions.
L'historienne culinaire Bee Wilson considère que de nombreux écrivains de cuisine moderne sont redevables à Acton et à son travail. Elizabeth David écrit, en 1977, que The English Bread Book est une influence majeure pour son propre English Bread and Yeast Cookery, et qu'elle lui doit beaucoup ; David décrit également Modern Cookery comme « le plus grand livre de cuisine de notre langue ». La cheffe Delia Smith est du même avis et décrit Acton comme « la meilleure autrice de cuisine en langue anglaise ». L'autrice culinaire Jane Grigson est influencée par Acton, en particulier lors de l'écriture d'English Food (1974), tandis que le chef Rick Stein a inclus son ragoût de soles à la crème dans son livre de cuisine Seafood Lovers' Guide (2000).